# Булпап

Steyr AUG — один з найвідоміших автоматичних карабінів, виготовлених за схемою булпап

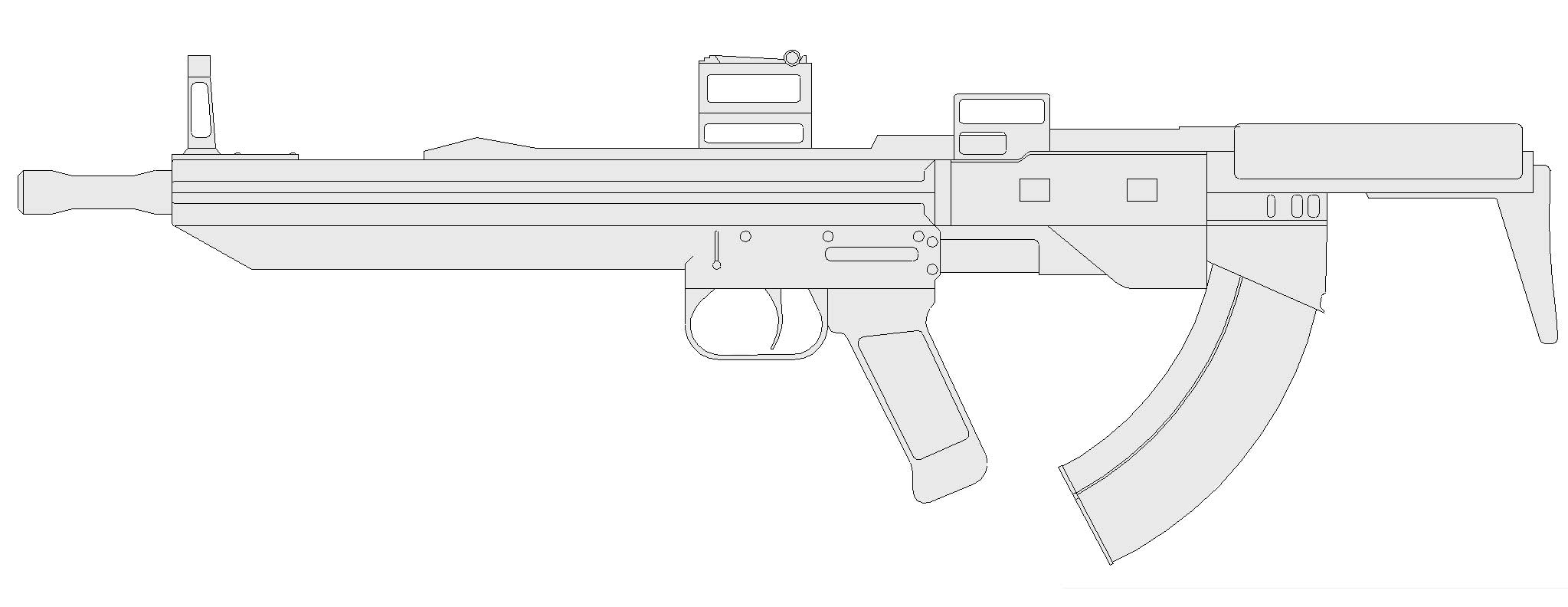
ТКБ-059

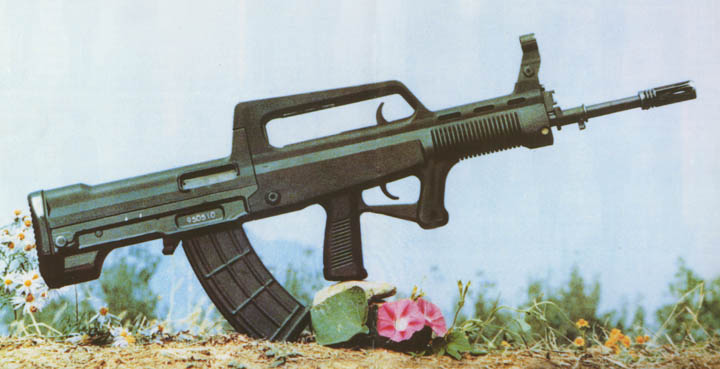
Автоматичний карабін Тип 95 (КНР)

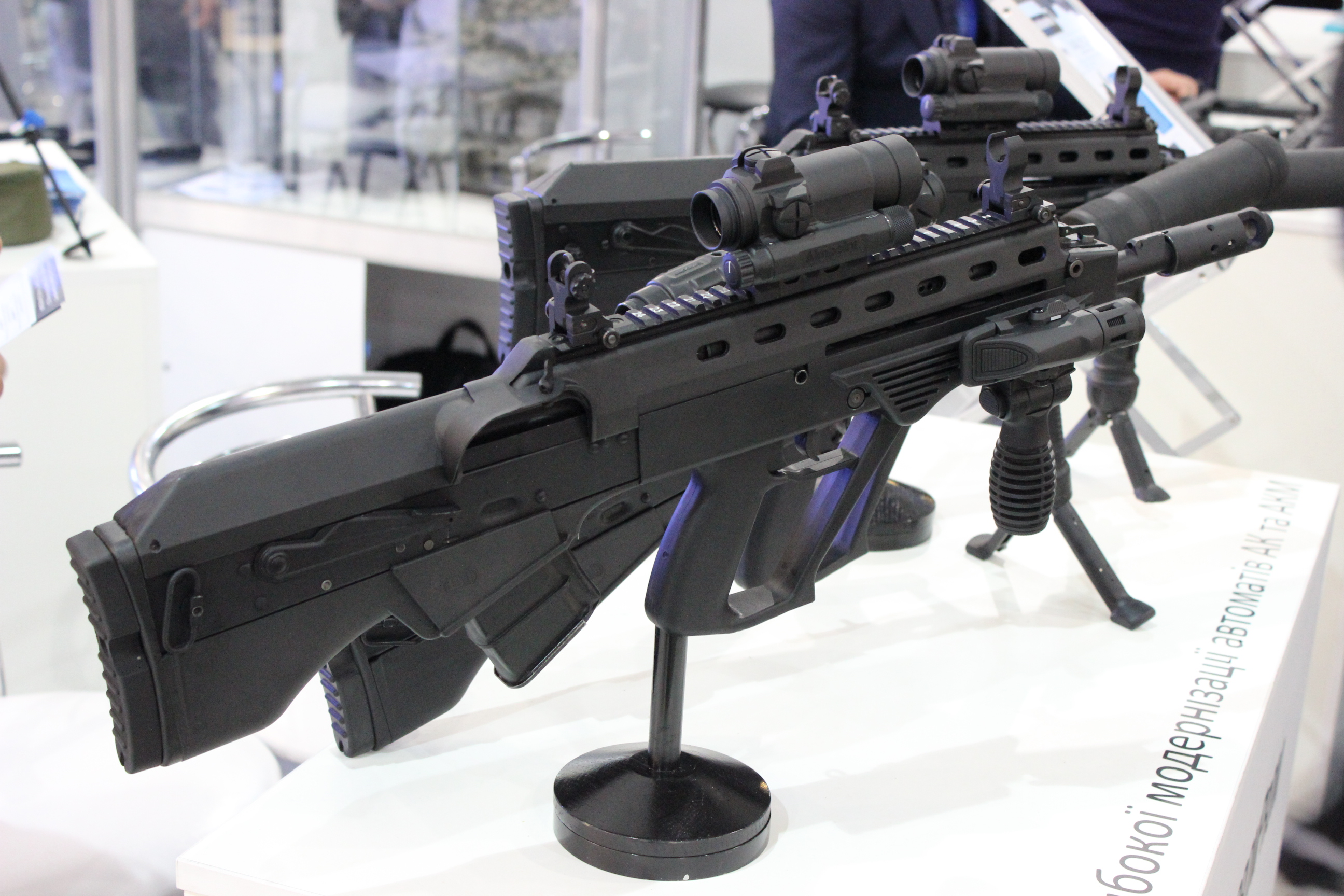
Український автоматичний карабін «Вулкан» («Малюк») на виставці «Зброя та Безпека 2017»

Булпап (англ. bullpup) — схема компонування механізмів гвинтівок та карабінів (у тому числі автоматичних), при якому ударно-спусковий механізм та магазин розташовані в прикладі позаду спускового гачка. Завдяки такій компоновці можна збільшити довжину ствола без збільшення загальної довжини зброї, що позитивно позначається на дальності та влучності.
Перші досліди із застосування цієї схеми відносяться до передвоєнного періоду (PzB M.SS.41), але широку популярність і поширення вона отримала з введенням гвинтівки AUG у 1977.
Мотивація вживання терміна «bullpup» (англ. bull-pup — «молодий бульдог», «бульдог-щеня»). Перша згадка засвідчена в 1957 році: так називався спортивний пістолет, зокрема, з ретельно пропрацьованим прикладом. Згідно з дослідженням Джонатана Фергюсона: стрільці називали гвинтівки «бульдоженя» бо ті теж приземкуваті та негарні, в той же час агресивні та сильні[джерело?].

## Переваги
- Компактність — булпап менший і коротший, ніж зразки зброї традиційного компонування при тій же довжині ствола. Сучасні військові доктрини відводять важливе значення веденню бою в місті. У цих умовах компактність булпап особливо цінна, і оцінювана антитерористичними підрозділами.
- Практично відсутнє плече віддачі — при стрільбі чергою карабін підскакує набагато менше.
- Зручніше перезарядження при стрільбі з машини або амбразури.

## Недоліки
- Проблеми для тих, хто стріляє з лівого плеча. У цьому випадку вистріляні гільзи летять стрільцю прямо в обличчя. Є кілька способів вирішення цієї проблеми:
  - Викидати стріляні гільзи вниз. При цьому магазин доведеться тримати зверху або збоку (FN P90).
  - Заміною деяких деталей карабін можна адаптувати на будь-яке плече (Steyr AUG).
  - Фронтальна екстракція гільз (Kel-Tec RFB, FN F2000 і A-91). Гільзи викидаються не відразу, а проходять уздовж всієї зброї (ствола) аж до дулового зрізу і вже там випадають назовні.
  - Використовувати захисні окуляри.
- Постріли, що відбуваються близько до голови, та викиди порохових газів спричиняють стрільцю суттєву незручність.
- Невдале балансування: центр ваги звичайної зброї знаходиться між руками, тоді як у «булпап» він між плечем і пістолетною рукояткою (але до цього стрілець призвичаюється). На  A-91 ця проблема була вирішена установкою підствольного гранатомета, інтегрованого з цівкою.
- Спусковий гачок гірше відчувається, тому що його доводиться з'єднувати із спусковим механізмом тягою.
- Менша довжина прицільної лінії механічних прицілів. Проблема вирішена установкою діоптричних та коліматорних прицілів.
- Незручно використовувати магазини великої ємності, особливо барабанні (у тому числі двохбарабанні).